# Jan Willem Bosboom

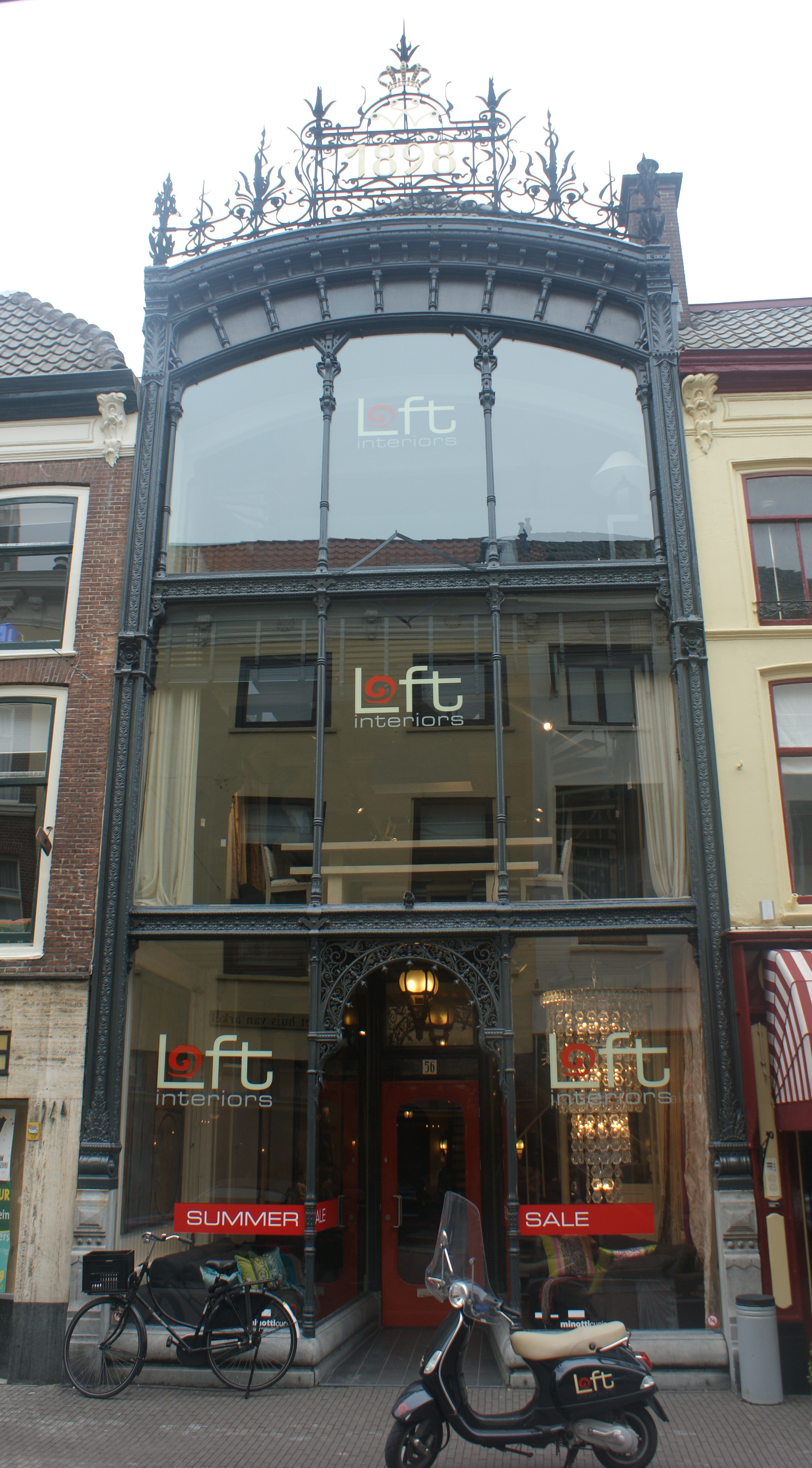
Denneweg 56

Jan Willem Bosboom (Zwolle, 7 juni 1860 - Oudenrijn, 2 juni 1928) was een Nederlandse architect.
Hij was een zoon van Jan Willem Bosboom, gemeentearchitect in Zwolle en Marrigje Binnendijk. Hijzelf was eerder getrouwd met Elisabeth Jacoba van 't Hoff (1851-1896) opnieuw gehuwd met Elisabeth Clara Bot (1865-1934). Hij werd begraven op Oud Eik en Duinen. 
Bosboom werd in de periode 1875-1881 opgeleid aan de "Gemeentelijke Teekenschool" in Zwolle. Van 1880-1883 was hij daar ook assistent-leraar lijntekenen. 
Bosboom verhuisde in 1883 naar Den Haag en ging op Koningstraat 24 wonen en later in de Nieuwe Molstraat 22. Hij werd bouwkundig tekenaar bij architectenbureau H. Wesstra Jr. Onder leiding van Wesstra en J.C. van Wijk werkte hij mee als bouwkundig tekenaar en opzichter aan het oudste deel van de Passage dat gebouwd is in een internationale georiënteerde Neorenaissance stijl. Andere gebouwen waaraan hij als bouwkundig tekenaar-opzichter mee werkte, zijn inmiddels verdwenen zoals het café-restaurant en theater Seinpost in Scheveningen en het hoofdgebouw van de Haagse Dierentuin.  
Hij werkte vooral in Den Haag, en maakte deel uit van een groep architecten zoals Johannes Mutters Jr., L.A H. (Louis) de Wolf en W.B. van Liefland die zich rond de eeuwwisseling afkeerden van de historische bouwstijlen. De jugendstil deed haar intrede en nieuwe bouwmaterialen werden gebruikt. Een duidelijk voorbeeld hiervan is het nog bestaande winkelpand aan de Denneweg 56, waar de gehele voorgevel uit gietijzer en glas is samengesteld. De hoeveelheid ijzerwerk 45000 kg geleverd en bewerkt door de opdrachtgever en meestersmid Egbertus Beekman.
De bevolking van Den Haag groeide in zijn tijd snel. De Zeeheldenbuurt werd vanaf 1870 aangelegd, en hij bouwde daar huizen aan het Anna Paulownaplein (10-11, 12-13, 14-15), de Piet Heinstraat (60-62), de Trompstraat (2, 4 en een pakhuis op nummer 6) en koetshuis en stal ( De Ruyterstraat 52 a-d) en dubbele bovenwoning De Ruyterstraat 56. In de periode 1898-1905 zijn veel winkelwoonhuizen van zijn hand bekend. Hij woonde zelf aan de Anna Paulownastraat 73-75, wat hij in 1901 verbouwde.
Tussen 1890-1915 werd het Haagse Statenkwartier aangelegd. In 1905 richtte hij met zijn broer de exploitatiemaatschappij voor onroerende goederen 'Prins Mauritslaan' op, en bouwt woonhuizen en winkelwoonhuizen aan de Prins Mauritslaan, Frederik Hendriklaan, Vivienstraat en van der Heimstraat. Het ging hem hierbij meer om rijen woningen in een overgangsarchitectuur. De toepassing van zijn individuele stijl werd daarbij minder belangrijk.

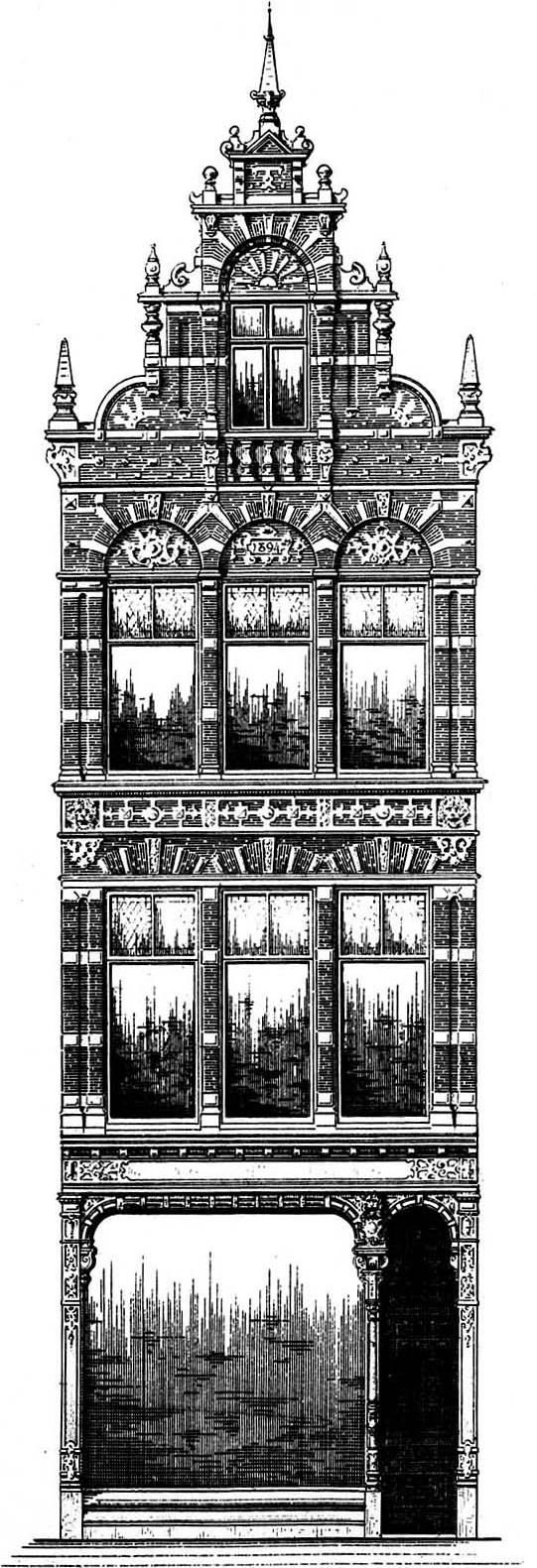
Noordeinde 17
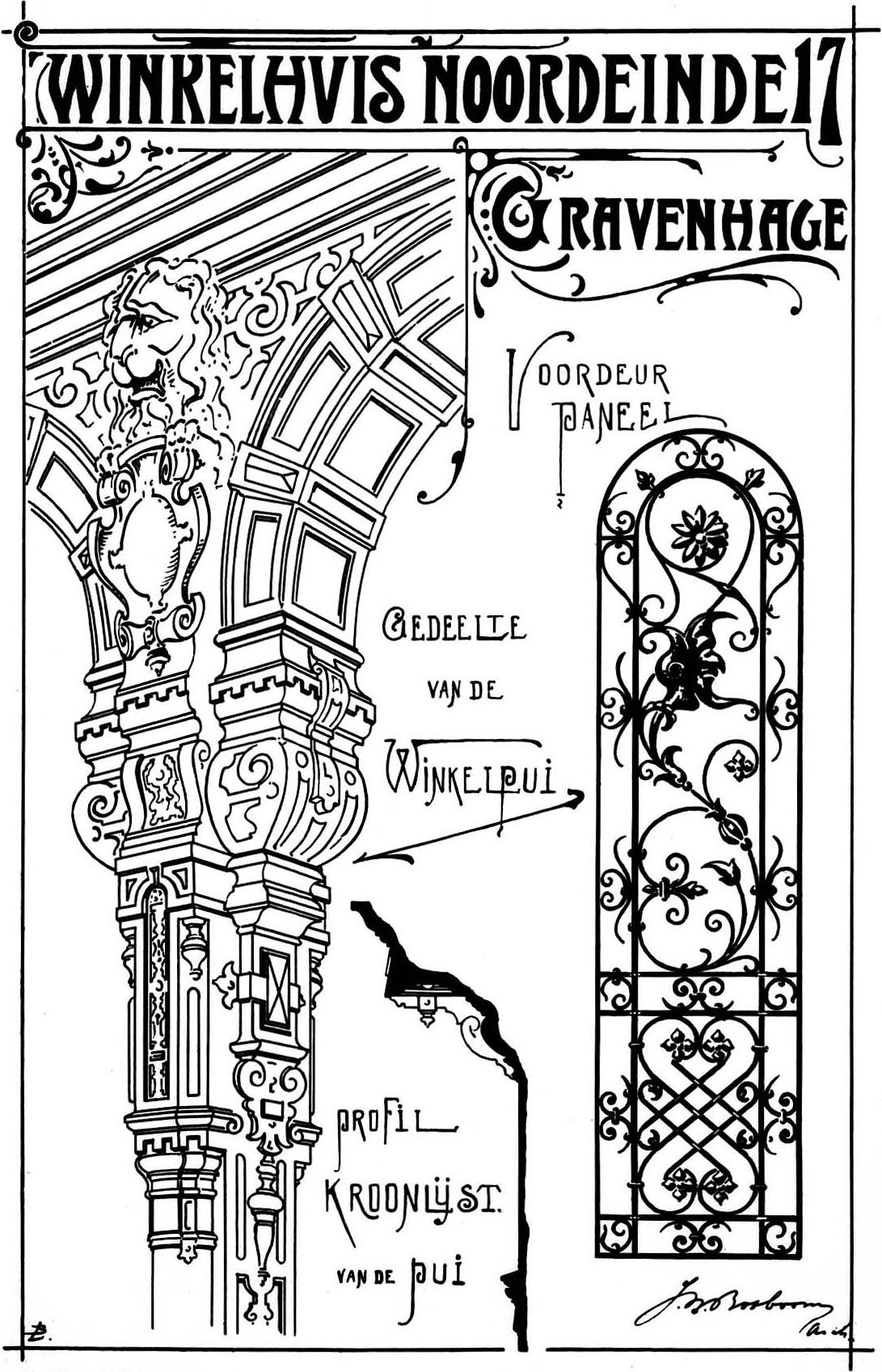
Noordeinde 17, detail
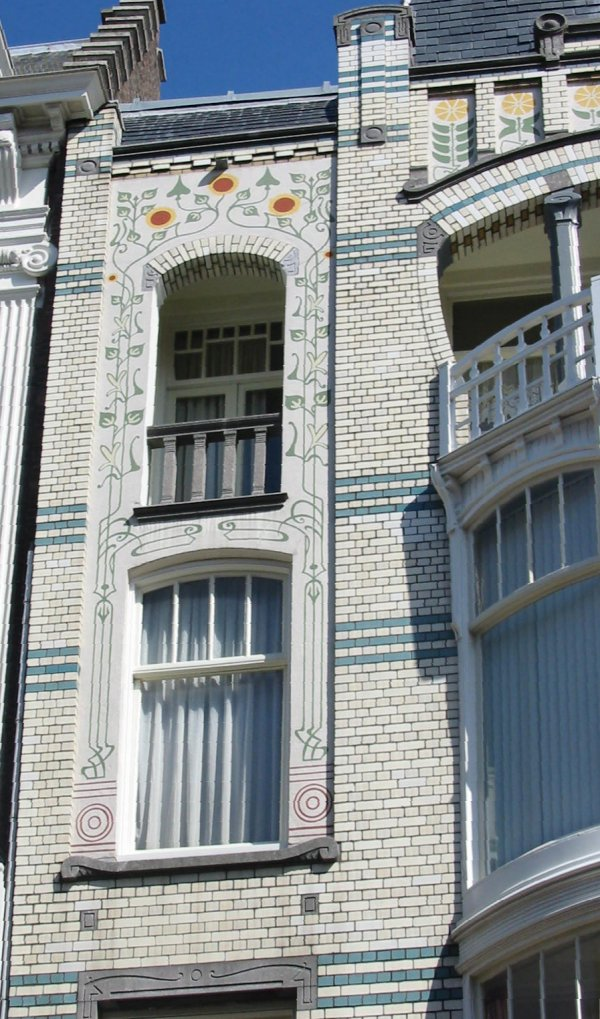
Kettingstraat 29/31: Jugendstil gevel uit 1903

## Trivia
In winkelcentrum Haagsche Bluf zijn enkele replica’s van bekende Haagse en Delftse gevels gerealiseerd, waaronder Bosboom’s winkelpand Denneweg 56 en Noordeinde 17.